# Museo storico della fisica e Centro di studi e ricerche "Enrico Fermi"

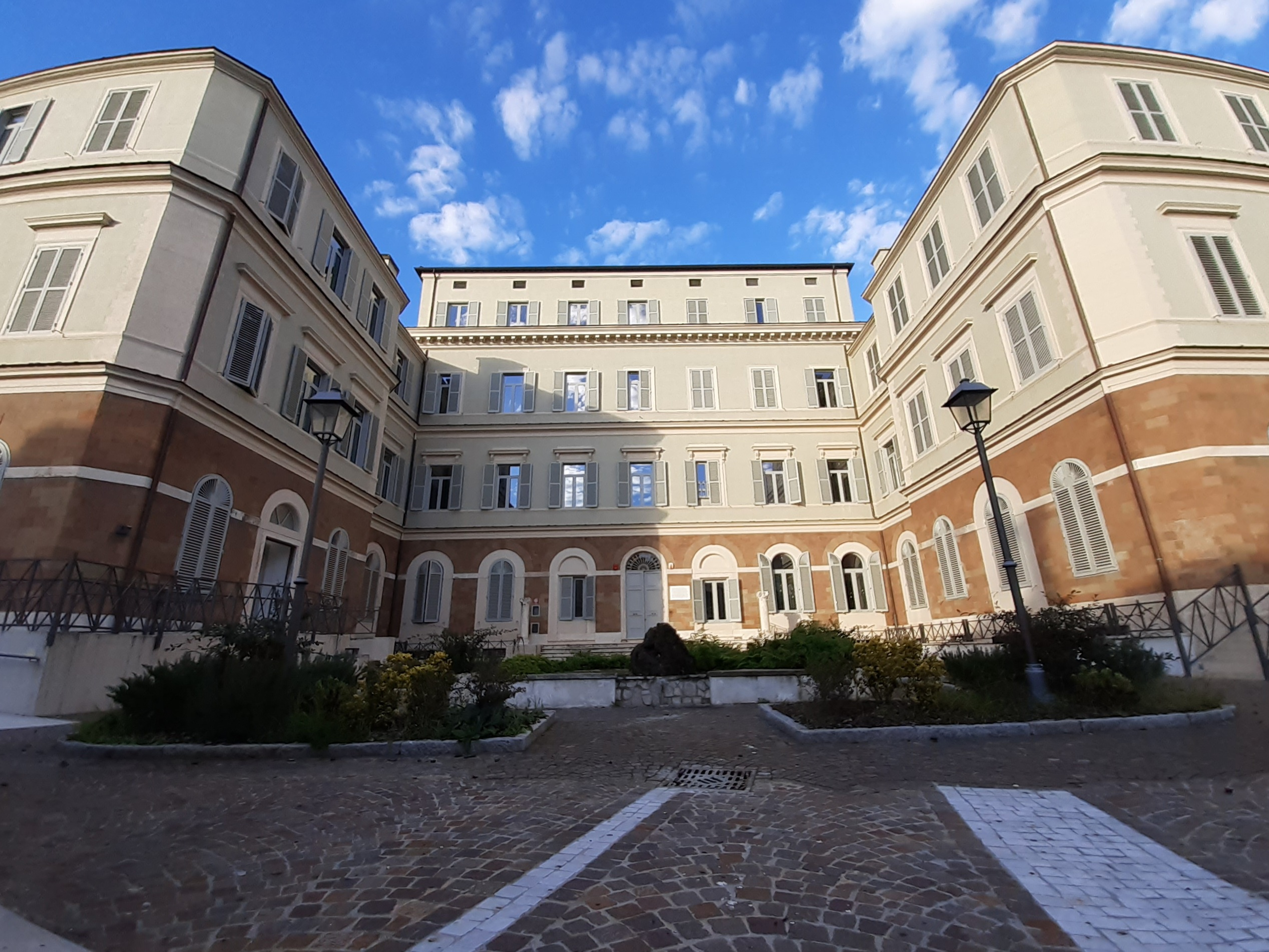
La storica palazzina di via Panisperna, sede istituzionale dell'ente

Il Museo storico della fisica e Centro di studi e ricerche "Enrico Fermi" (in breve CREF) è un ente di ricerca vigilato dal Ministero dell'università e della ricerca che raccoglie l’eredità scientifica del Regio istituto di fisica dell'Università di Roma. È situato nella storica palazzina al numero civico 89 di via Panisperna a Roma, dove nel 1934 Enrico Fermi e i suoi allievi fecero l'importante scoperta del ruolo dei neutroni lenti nella fissione nucleare. 
Il CREF è stato istituito dalla legge 15 marzo 1999, n. 62 votata all’unanimità dall'intero Parlamento italiano con un duplice obiettivo: trasmettere l'eredità di Enrico Fermi e del suo gruppo attraverso le attività legate al Museo, e sviluppare una sua propria linea di ricerca originale con caratteri interdisciplinari.
L'accesso al CREF per gli ospiti e i visitatori avviene attraverso il Ministero dell'interno (e più precisamente dall’ingresso del  Palazzo del Viminale posto al numero civico 1 di piazza del Viminale). La segreteria del CREF richiede i pass al Viminale per i dipendenti e i collaboratori, oltre che per gli ospiti, il pubblico che partecipa agli eventi e i visitatori del Museo.

## Missione
Il Museo Storico della Fisica e Centro Studi e Ricerche Enrico Fermi è nato con l’obiettivo di restituire il famoso edificio di Via Panisperna ad un uso scientifico e al contempo di onorare la memoria delle scoperte fondamentali del gruppo di Enrico Fermi. La missione dell’ente è quindi duplice: da una parte, sviluppare un museo storico della fisica con reperti originali degli esperimenti di Fermi, presentati anche tramite moderni sistemi audio-visivi, in grado di rendere facilmente comprensibile a tutti il complesso lavoro scientifico svolto da Enrico Fermi e tutti gli eventi storici ad esso collegati. Dall’altra, l’obiettivo del Centro è di sviluppare una attività di ricerca originale.

## Diffusione della cultura scientifica
Il CREF si occupa della diffusione della cultura scientifica attraverso il Museo della fisica e le iniziative ad esso connesse. Inoltre il progetto congiunto tra CREF e INFN Extreme Energy Events per lo studio della radiazione cosmica secondaria al suolo è orientato alla diffusione scientifica nelle scuole superiori.

## Il Museo storico della fisica
Il Museo del CREF intende essere il luogo della Memoria Storica di quanto avvenuto negli anni Trenta nella palazzina, delle fondamentali scoperte di Enrico Fermi e dei ragazzi di Via Panisperna e delle loro avventurose vite ancora oggi foriere di indagini e curiosità (si pensi al caso di Ettore Majorana che ispira continuamente opere cinematografiche ed editoriali così come servizi dei media), e si propone anche di diventare, grazie al prestigio dell’edificio e al suo posizionamento nel rione Monti, ovvero al centro di Roma, il riferimento per la diffusione della cultura scientifica nella Capitale ed uno dei poli a livello nazionale.
La figura di Enirco Fermi ’in equilibrio’ tra teorie ed esperimenti, viene illustrata all’interno del percorso museale. Un viaggio che prendendo le mosse dalle rivoluzioni avvenute nella fisica dei primi anni del Novecento, la relatività e la fisica quantistica, ripercorre la vita e le scoperte scientifiche dello scienziato italiano. Il visitatore potrà immergersi in questa ‘avventura’ coinvolgente e appassionante combinando in maniera innovativa oggetti e pannelli tradizionali con moderne tecnologie multimediali, dalle visualizzazioni grafiche ai pannelli interattivi, dagli schermi tattili a quelli olografici. Di tale percorso è parte integrante il complesso monumentale di via Panisperna, con la "fontana dei pesci rossi" dove si narra che Fermi e il suo gruppo portarono avanti gli esperimenti sul rallentamento dei neutroni; la scalinata all’ingresso, immortalata nel 1931 in occasione del primo congresso internazionale di Fisica nucleare.

## Storia

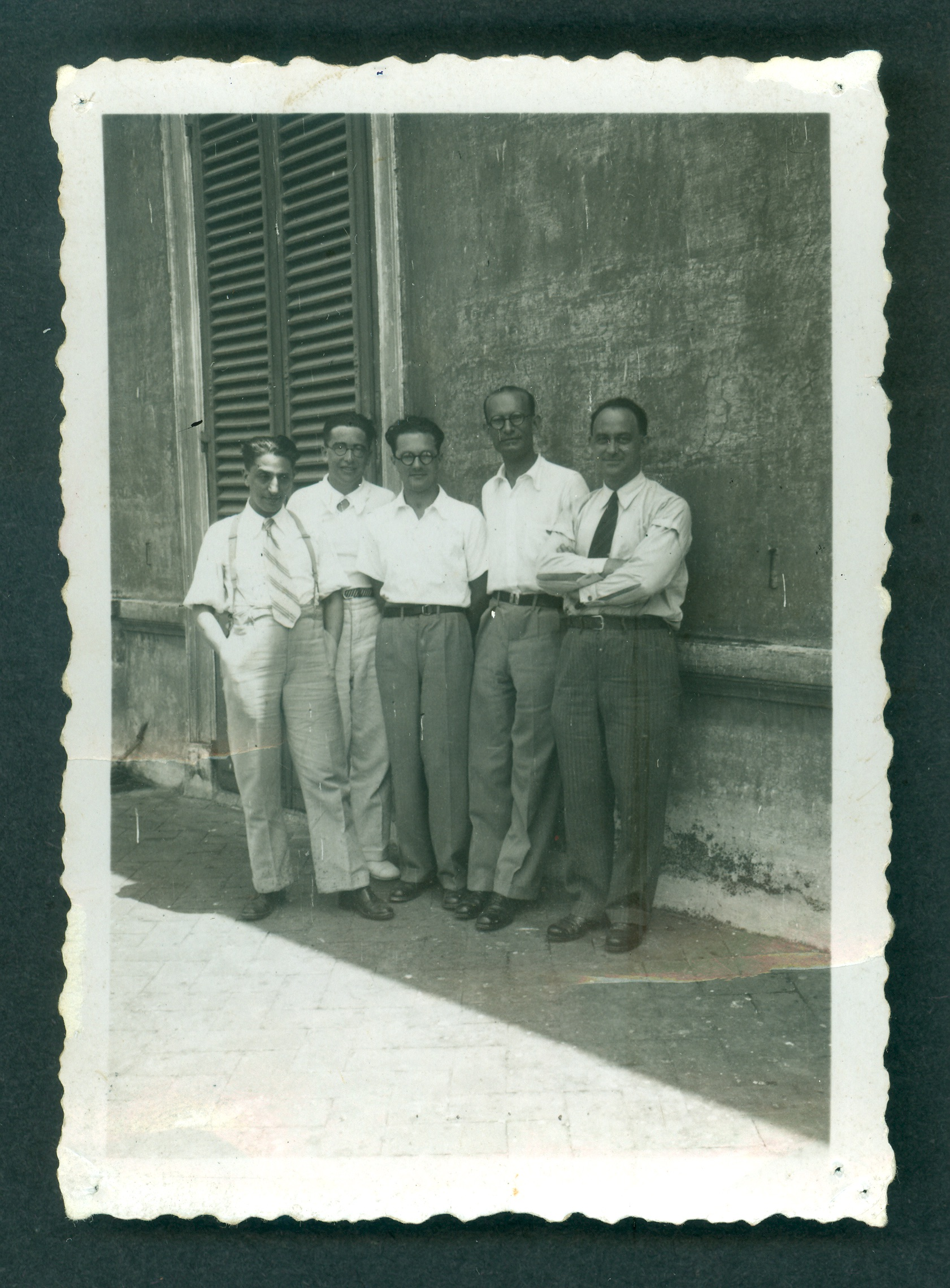
I ragazzi di Via Panisperna

L’idea che ha spinto l’istituzione del Museo storico della fisica e Centro di studi e ricerche "Enrico Fermi" è stata quella di riportare la famosa palazzina di via Panisperna a un utilizzo scientifico che onorasse la memoria di Enrico Fermi e del suo gruppo dei “Ragazzi di via Panisperna” che, con le loro fondamentali scoperte, hanno dato un contributo cruciale alla fisica moderna. Il CREF è stato istituito dalla legge 15 marzo 1999, n. 62. Durante un primo periodo sono state definite le strategie del CREF e la sua struttura organizzativa, ma le attività vere e proprie non sono partite immediatamente in quanto la sede ha subìto una lunga fase di ristrutturazione, terminata alla fine del 2019. La particolare collocazione della sede all’interno del complesso del Ministero degli Interni ha reso altresì lungo e complesso il processo di riconversione ad istituzione scientifica. A partire dal novembre del 2019, con la consegna ufficiale della nuova sede, quasi totalmente restaurata, è iniziata la fase propriamente operativa, scientifica e museale, di questo ente di ricerca. Il museo è allestito all’interno della palazzina che è stata sede fino al 1935 dello storico Regio istituto di fisica dove un gruppo di giovani fisici, aggregati intorno ad Enrico Fermi, condusse negli anni Trenta del Novecento i famosi esperimenti sulla radioattività indotta da neutroni, che sono stati fondamentali per lo sviluppo dell’energia atomica. In questa palazzina è dunque passata la Storia non solo della fisica ma del Novecento stesso, punto di intersezione tra scoperte scientifiche e avvenimenti epocali che hanno segnato il corso del secolo scorso.

## Progetti scientifici
- Innovazione e scenari predittivi per la sostenibilità
- Complessità nelle scienze naturali, sociali ed economiche
- L'impatto dell'intelligenza artificiale sul tessuto socio-economico e l'innovazione tecnologica
- Neuroscienze e Neuroimaging quantitativo
- Tecnologie fotoniche e intelligenza artificiale
- Fisica per i beni culturali
- Complessità nei sistemi autogravitanti e materia oscura
- Radio e Adroterapia
- Cabiamento climatico, Intelligenza artificiale, Reti complesse e metodi stocastici per la misura dell'impatto
- Problemi aperti in Meccanica Quantistica
- Progetto EEE- Extreme Energy Events - La scienza nelle scuole

## Il paradigma dell’interdisciplinarità
Nella palazzina di Via Panisperna l’interdisciplinarità è sempre stata un riferimento costante, già dai tempi della gestione di Orso Maria Corbino. Un appunto scritto da Enrico Fermi, l’11 dicembre 1938 a Stoccolma, dove si trovava per la cerimonia del Nobel assegnatogli, oggi riemerge come un riferimento molto chiaro per l’attività scientifica del CREF:

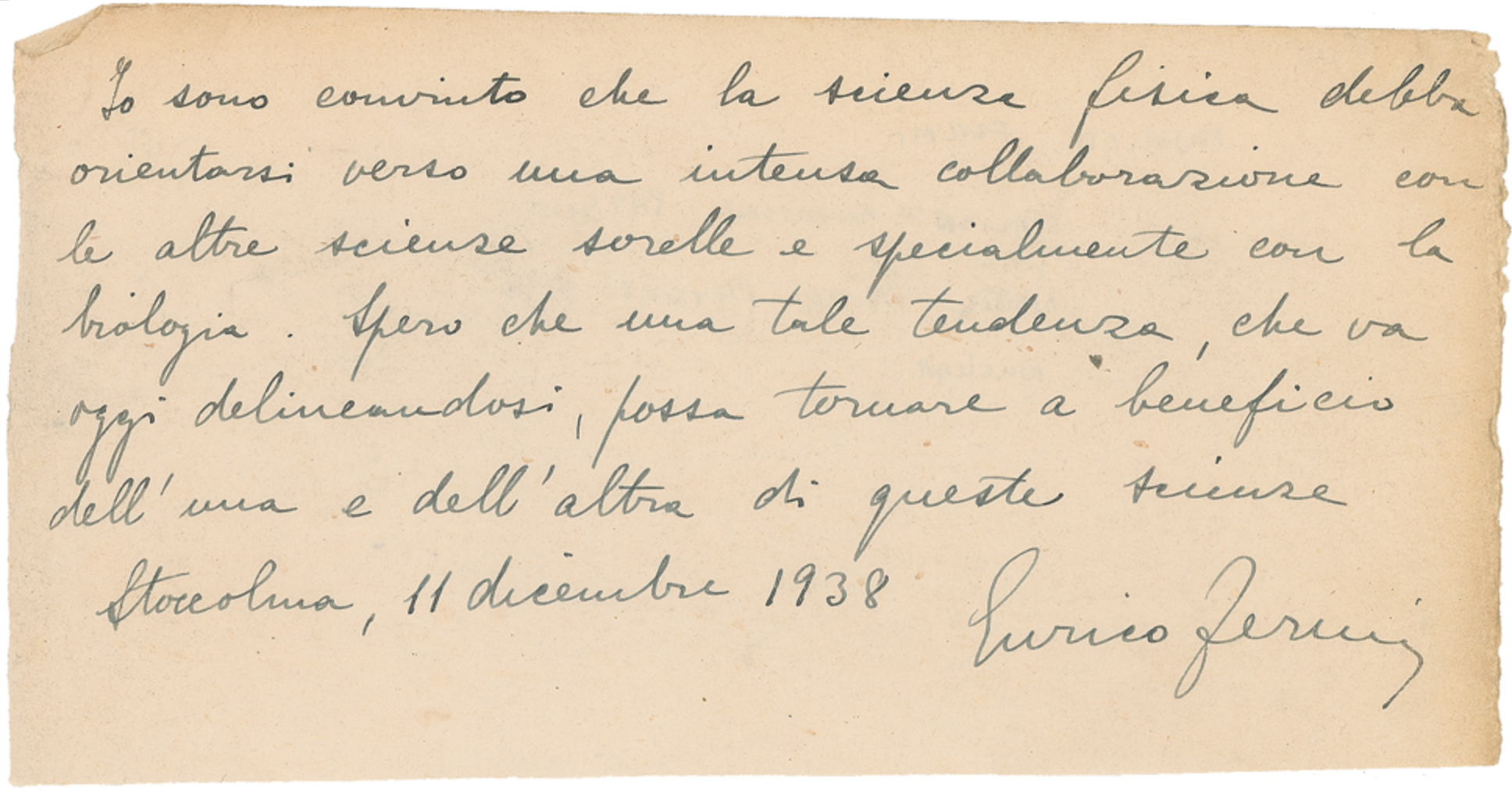
La nota di Enrico Fermi del dicembre 1938

“Io sono convinto che la scienza fisica debba orientarsi verso un’intensa collaborazione con altre scienze sorelle e specialmente con la biologia. Spero che una tale tendenza, che va oggi delineandosi, possa tornare a beneficio dell’una e dell’altra di queste scienze.”
Anche il più famoso allievo e collaboratore di Fermi, Ettore Majorana, manifestò un interesse per gli studi interdisciplinari. Majorana scrisse infatti un articolo intitolato Il valore delle leggi statistiche in fisica e scienze sociali”. Questo articolo, visionario, rappresenta oggi una sfida particolarmente rilevante, soprattutto considerando lo sviluppo della rete internet e dei “Big Data” che hanno permesso di accedere ad un’incredibile quantità di informazione proprio su fenomeni economici, sociali e biomedici. Oggi, poco più di ottanta anni dopo, il CREF ha così deciso di riportare il paradigma dell’interdisciplinarità al centro dello sviluppo della ricerca scientifica, ispirandosi ad una visione della ricerca che va oltre i temi caratteristici della fisica più tradizionale e usando tecniche innovative e metodi di avanguardia.

## Presidenti
- Antonino Zichichi è stato il primo Presidente del CREF, dal 1999 al 2011
- Luisa Cifarelli dal 10/08/2011 al 30/12/2019
- Luciano Pietronero dal 30/12/2019 al 31/12/2023.
- Angela Bracco dal 5/04/2024 - attualmente in carica